# Люберадзик
Люберадзик (пол. Luberadzyk) — село в Польщі, у гміні Ойжень Цехановського повіту Мазовецького воєводства.
Населення — 39 осіб (2011).
У 1975-1998 роках село належало до Цехановського воєводства.

## Демографія
Демографічна структура станом на 31 березня 2011 року:
|          | Загалом | Допрацездатний вік | Працездатний вік | Постпрацездатний вік |
| -------- | ------- | ------------------ | ---------------- | -------------------- |
| Чоловіки | 24      | 6                  | 16               | 2                    |
| Жінки    | 15      | 1                  | 11               | 3                    |
| Разом    | 39      | 7                  | 27               | 5                    |